# Paszowa – 1
Paszowa – 1 – odwiert badawczy, o głębokości 7210 m, odwiercony w latach 1980–1984 w miejscowości Paszowa, w gminie Olszanica, na Pogórzu Przemyskim.
W latach 1984–1988 był najgłębszym odwiertem wykonanym w Polsce. 

## Rys historyczny
Projekt badań geologicznych dla głębokiego otworu badawczego Paszowa – 1 zatwierdzono w Centralnym Urzędzie Geologii w 1977. Wiercenie miało na celu poznanie wgłębnej budowy geologicznej Karpat, ze szczególnym uwzględnieniem fałdów typu Borysławia-Doliny. Pozwoliło na bieżącą konfrontację wyników interpretacji badań geofizycznych z faktyczną budową geologiczną fałdów, o której częściowe informacje uzyskano z poprzednio odwierconego głębokiego otworu Rymanów-1. Szczególnym zadaniem było rozpoznanie budowy geologicznej i miąższości jednostki skolskiej i wyjaśnienie jej ewentualnych perspektyw ropo-gazonośnych oraz jej przewiercenie do otuliny miocenu. Otwór zlokalizowano w miejscowości Paszowa, na południowo-wschodnim zboczu wierzchołka o nazwie Giewont, na wysokości 399 m n.p.m.
Wiercenie otworu trwało cztery lata. Rozpoczęto je 23 marca 1980, a ukończono 30 września 1984. Osiągnięto końcową głębokość 7210 m, bijąc dotychczasowy krajowy rekord głębokości odwiertu Czaplinek-IG1 6006 m, na Pojezierzu Pomorskim, Zakładu Poszukiwań Nafty i Gazu w Pile. Wykonawcą prac wiertniczych było Przedsiębiorstwo Poszukiwań Nafty i Gazu w Jaśle przy pomocy ciężkiej wiertnicy F-320 3DH.
Na podstawie pomiarów geofizyki wiertniczej oraz wykonanych badań laboratoryjnych wydzielono w odwiercie 10 horyzontów z możliwością występowania w nich ropy i gazu, ale nie miały one wartości przemysłowej. Najniższy horyzont wystąpił na głębokości 7050–7210 m. Odwiert nie natrafił na elementy wgłębne typu Borysławia-Doliny.